# FC Milsami
Der FC Milsami-Ursidos (früher auch FC Viitorul Step-Soci, FC Viitorul Orhei und FC Milsami Orhei) ist ein moldauischer Fußballverein aus Orhei, der 2005 gegründet wurde und seit der Saison 2009/10 in der Divizia Națională, der höchsten moldauischen Liga, spielt.

## Geschichte

### Gründung und schneller Aufstieg (2005–2009)
Der Verein wurde im Jahr 2005 unter dem Namen Viitorul Step-Soci gegründet. Er wurde in der "Nordgruppe" der 3. Liga registiert und spielte sofort um den Aufstieg. Nach einem 4. Platz in der ersten Spielzeit gelang dem Verein 2007 als Dritter der Aufstieg in die zweitklassige Divizia A.
Auch dort brauchte der Verein zwei Jahre, um den nächsten Aufstieg zu feiern. Nach der Saison 2007/08, in der man Platz 7 belegte, wurde der Verein in FC Viitorul Orhei umbenannt. Unter diesem Namen errang man 2009 die Zweitliga-Meisterschaft und stieg so in die erstklassige Divizia Națională auf.

### Oberhaus, Europapokal und der erste Titel (2009–2012)
Der Verein hatte zunächst Anlaufschwierigkeiten im moldawischen Oberhaus und wurde in der Saison 2009/10 zunächst Achter. Abstiegssorgen hatte der Verein allerdings nicht, da die Liga zur Saison 2010/11 auf 14 Mannschaften aufgestockt wurde. Der FC Milsami Orhei – wie sich der Verein mittlerweile nannte – sammelte beachtliche 78 Punkte und damit mehr als doppelt so viele wie in der Vorsaison (36). Dies reichte für den dritten Platz hinter den damals führenden Vereinen FC Dacia Chișinău und Sheriff Tiraspol.
Der dritte Platz berechtigte den Verein zur Teilnahme an der Qualifikation zur UEFA Europa League 2011/12. Dort war aber schon in der 1. Qualifikationsrunde gegen den FC Dinamo Tiflis Schluss, nachdem das Hinspiel 0:2 und das Rückspiel 1:3 verloren wurde.
In der Saison 2011/12 wurde Milsami Vierter, was normalerweise nicht zur Teilnahme am Europapokal gereicht hätte. Der Verein erreichte jedoch das Finale des moldawischen Fußballpokals und hatte so die Chance, sich neben seinem ersten Titel auch die erneute Teilnahme am Europapokal zu sichern. Der Gegner war CSCA-Rapid Chișinău, das in Orhei ausgetragene Endspiel bescherte Milsami zudem Heimvorteil. Die Partie endete torlos, ehe Milsami sich im Elfmeterschießen durchsetzte und so erstmals den Pokal einheimste.
Somit war auch klar, dass der Klub aus Orhei erneut an der Europa-League-Qualifikation teilnehmen würde. Diesmal startete man in der 2. Qualifikationsrunde gegen den FK Aqtöbe. Das Hinspiel konnte Milsami mit 4:2 gewinnen, jedoch erlebte man in Kasachstan ein Debakel und schied nach einer 0:3-Niederlage trotzdem noch aus. In weiterer Folge konnte Milsami im Elfmeterschießen gegen Sheriff Tiraspol triumphieren und sich so mit dem moldawischen Supercup gleich den zweiten Titel sichern.

### Drei Tabellenführer zwischen zwei Sechsern (2012–2016)
Der Verein setzte sich weitere Ziele und wollte national wie international zu den Größen des moldawischen Fußballs dazugehören. In der Saison 2012/13 gelang erneut der vierte Platz; weil der Drittplatzierte FC Tiraspol den Pokal gewann, durfte Milsami erneut in die Europa-League-Qualifikation. Und da gelang es dem Verein, erstmals international für Furore zu sorgen. Gegen F91 Düdelingen reichten ein 1:0 zuhause und ein 0:0 auswärts zum erstmaligen Überstehen einer Qualifikationsrunde. Gegen den FK Schachzjor Salihorsk endeten beide Partien mit einem 1:1, das Elfmeterschießen konnte Milsami für sich entscheiden. So stand das Team erstmals in der 3. Qualifikationsrunde, wo es jedoch nach zwei 0:3-Niederlagen gegen die AS Saint-Étienne unterging.
Die Saison 2013/14 beendete man lediglich auf Platz 6, womit man erstmals den Europapokal verpasste. Doch in der darauffolgenden Spielzeit gelang die faustdicke Überraschung. Am letzten Spieltag gewann Milsami mit 2:1 gegen Dacia Chișinău und zog sowohl von Punkten als auch Tordifferenz her mit dem hauptstädtischen Konkurrenten gleich. Parallel gewann auch Sheriff Tiraspol und hatte ebenso viele Punkte wie Milsami und Dacia. Am Ende zählte jedoch der direkte Vergleich, den Milsami gegen beide Konkurrenten gewann. Damit war der erste Meistertitel für den Klub aus Orhei in Stein gemeißelt.
Der Meistertitel berechtigte darüber hinaus zur erstmaligen Teilnahme an der Qualifikation zur UEFA Champions League. Milsami startete dort in der 2. Qualifikationsrunde und besiegte zunächst Ludogorez Rasgrad mit 1:0 und 2:1. In der nächsten Runde verlor man jedoch beide Spiele gegen KF Skënderbeu Korça jeweils mit 0:2 und wechselte ins Play-off zur Europa League. Erneut traf man auf Saint-Étienne und wusste die Angelegenheit diesmal deutlich knapper zu gestalten. Das Hinspiel in Orhei endete mit einem 1:1-Unentschieden, in Frankreich verlor man "nur" mit 0:1.
Im Supercup ging man diesmal mit 1:3 gegen Sheriff als Verlierer vom Platz. Daraufhin fiel der Verein in eine Ergebniskrise, gewann keine einzige Partie von Oktober 2015 bis März 2016. Im Schlussspurt konnte man sich jedoch noch etwas aufarbeiten und beendete die Saison 2015/16 auf Platz 6. Mit dem zweiten Einzug ins Pokalfinale bestand die Chance auf einen Trostpreis, jedoch unterlag man dem FC Zaria Bălți mit 0:1. Entsprechend wurde auch der Europapokal verpasst.

### Der geheime Titeljäger (2016–2019)
In den nächsten Jahren besserte sich Milsami wieder und wurde eine Art "geheimer Titeljäger". Mit dem Verein aus Orhei rechnete man häufig nicht, dennoch war er stets vorne dabei. So etwa in der Saison 2016/17, als man Dritter wurde und trotzdem nur einen Punkt Rückstand auf Meister Dacia Chișinău hatte. In der Europa-League-Qualifikation verlor Milsami bereits die 1. Runde gegen CS Fola Esch (1:2 a; 1:1 h).
Die Divizia Națională wurde kurzzeitig auf ein System nach Kalenderjahr umgestellt, sodass es eine Halbsaison gab. Auch in dieser spielte Milsami vorne mit, wurde mit fünf Punkten Rückstand auf Sheriff erstmals Vizemeister. Bevor man abermals an der Europa-League-Qualifikation teilnahm, zog Milsami zum dritten Mal ins Pokalfinale ein und bezwang dort Zimbru Chișinău mit 2:0. In den Qualifikationsspielen wurde man gegen ŠK Slovan Bratislava regelrecht vorgeführt (2:4 h; 0:5 a).
Auch 2018 wurde Milsami Vizemeister, hatte diesmal aber gleich 18 Punkte Rückstand auf Sheriff. Da der Rekordmeister gleichzeitig Pokalsieger wurde, rückte Milsami in den Supercup und gewann diesen, wie 2012, nach Elfmeterschießen. In der Europa-League-Qualifikation scheiterte man erneut in der 1. Runde, diesmal gegen FCSB Bukarest (0:2 a; 1:2 h).
Nach einer schwachen Rückrunde in der Saison 2019 fiel Milsami noch von den Europapokal-Rängen und musste sich am Ende mit Platz 5 zufriedengeben.

### Gegenwart (seit 2020)
2020 kam die Divizia Națională aufgrund der COVID-19-Pandemie vom System nach Kalenderjahr ab und wurde wieder saisonal ausgetragen. In der Saison 2020/21 holte sich Milsami einen soliden 3. Platz und kehrte damit in den Europapokal zurück. Aufgrund der in Kraft getretenen Reform startete der Verein diesmal in der Qualifikation zur UEFA Europa Conference League. Dabei wurde der FK Sarajevo nach einem torlosen Unentschieden mit 1:0 auswärts besiegt. Anschließend war man gegen den IF Elfsborg chancenlos, verlor zunächst 0:4 auswärts und anschließend sogar 0:5 daheim.
Auch in der Saison 2021/22 wurde Milsami Dritter und nahm erneut an der Qualifikation zur Europa Conference League teil. Zunächst setzte man sich mit 0:0 und 2:0 gegen den FK Panevėžys durch, schied jedoch schon in der nächsten Runde gegen Kuopion PS aus. Dabei endete die Partie in Finnland 2:2, das Rückspiel zuhause verlor Milsami allerdings mit 1:4.
Erneut wurde der Klub aus Orhei von einer monatelangen Ergebniskrise heimgesucht. Diesmal dauerte sie von Oktober 2022 bis April 2023 an. Da ab der Saison 2022/23 ein neuer Modus mit einer Meisterrunde eingeführt wurde, konnte sich Milsami aber noch auf Platz 4 kämpfen und doch noch die nächste Europapokal-Teilnahme fixieren. Erneut traf man in der Europa-Conference-League-Qualifikation auf Panevėžys, doch diesmal verlor man nach einem 2:2 in Litauen das Rückspiel daheim mit 0:1.
Die Hauptrunde der Saison 2023/24 beendete Milsami noch auf Platz 3, punktgleich mit dem späteren Meister Petrocub Hîncești. Allerdings spielte man eine schwache Meisterrunde und fiel noch auf Platz 4 zurück. Allerdings durfte der Verein auch diesmal an der Conference-League-Qualifikation teilnehmen. Gegen Torpedo Schodsina gewann man das Hinspiel mit 4:2, zuhause remisierte man torlos. In der 2. Runde gab es ein 1:1 und eine 0:1-Niederlage gegen den FK Astana.
Die Diskrepanz zwischen Haupt- und Meisterrunde wurde in der Saison 2024/25 allerdings noch größer. Die Hauptrunde beendete Milsami zunächst auf Platz 5, schaffte in der Meisterrunde aber die Sensation. Als Tabellenführer reichte dem Verein aus Orhei ein Unentschieden, um den ärgsten Verfolger Sheriff Tiraspol hinter sich zu halten. Und dieses gab es dann auch in Form eines 0:0 – Milsami wurde daher mit einem Punkt Vorsprung auf die Tiraspoler und Zimbru Chișinău zum zweiten Mal moldawischer Meister. Der Verein hatte sogar die Chance auf sein erstes Double, scheiterte jedoch im Pokalfinale mit 1:2 an Sheriff.

## Statistik
| Saison  | Liga           | Rang | Sp. | S  | U | N  | T  | GT | Pkt. | Pokal         | Top-Torschütze                       |
| ------- | -------------- | ---- | --- | -- | - | -- | -- | -- | ---- | ------------- | ------------------------------------ |
| 2005/06 | 3. Liga „Nord“ | 4    | 20  | 11 | 4 | 5  | 34 | 18 | 37   | —             |                                      |
| 2006/07 | 3. Liga „Nord“ | 3    | 18  | 9  | 7 | 2  | 38 | 15 | 34   | Top 64        |                                      |
| 2007/08 | 2. Liga        | 7    | 32  | 15 | 4 | 13 | 61 | 45 | 49   | Top 32        |                                      |
| 2008/09 | 2. Liga        | 1    | 30  | 20 | 3 | 7  | 59 | 36 | 63   | Top 32        |                                      |
| 2009/10 | 1. Liga        | 8    | 33  | 10 | 6 | 17 | 32 | 45 | 36   | Viertelfinale | Alexandr Maximov (13)                |
| 2010/11 | 1. Liga        | 3    | 39  | 23 | 9 | 7  | 71 | 23 | 78   | Viertelfinale | Gheorghe Boghiu (26)                 |
| 2011/12 | 1. Liga        | 4    | 33  | 14 | 5 | 14 | 41 | 37 | 47   | Sieger        | Ademar (7)                           |
| 2012/13 | 1. Liga        | 4    | 33  | 18 | 4 | 11 | 48 | 30 | 58   | Halbfinale    | Gheorghe Boghiu (16)                 |
| 2013/14 | 1. Liga        | 6    | 30  | 14 | 5 | 11 | 47 | 32 | 56   | Halbfinale    | Gheorghe Boghiu (13)                 |
| 2014/15 | 1. Liga        | 1    | 24  | 17 | 4 | 3  | 50 | 15 | 55   | Halbfinale    | Romeo Surdu (12)                     |
| 2015/16 | 1. Liga        | 6    | 27  | 10 | 6 | 11 | 33 | 23 | 36   | Finale        | Romeo Surdu (4)                      |
| 2016/17 | 1. Liga        | 3    | 30  | 22 | 2 | 6  | 57 | 20 | 68   | Viertelfinale | Ilya Belous (7)                      |
| 2017    | 1. Liga        | 2    | 18  | 13 | 1 | 4  | 26 | 12 | 40   | —             | Alexandru Dedov (4)                  |
| 2018    | 1. Liga        | 2    | 28  | 13 | 6 | 9  | 36 | 24 | 45   | Sieger        | Maxim Antoniuc, Mihai Plătică (je 7) |
| 2019    | 1. Liga        | 5    | 28  | 10 | 9 | 9  | 30 | 28 | 39   | Halbfinale    | Alexandru Antoniuc (5)               |
| 2020/21 | 1. Liga        | 3    | 36  | 22 | 7 | 7  | 71 | 37 | 73   | Viertelfinale | Alexandru Antoniuc (15)              |
| 2021/22 | 1. Liga        | 3    | 28  | 15 | 6 | 7  | 50 | 31 | 51   | Halbfinale    | Sergiu Istrati (15)                  |
| 2022/23 | 1. Liga        | 4    | 24  | 7  | 7 | 10 | 22 | 30 | 28   | Viertelfinale | Radu Gînsari (6)                     |
| 2023/24 | 1. Liga        | 4    | 24  | 11 | 5 | 8  | 36 | 26 | 38   | Viertelfinale | Radu Gînsari (13)                    |
| 2024/25 |                | 1    | 24  | 12 | 6 | 6  | 55 | 26 | 42   | Finale        | Radu Gînsari (9)                     |

## Erfolge
- Moldauischer Meister: 2015, 2025
- Moldauischer Pokalsieger: 2012, 2018
- Moldauischer Superpokalsieger: 2012, 2019

## Europapokalbilanz
| Saison  | Wettbewerb                    | Runde                  | Gegner                     | Gesamt          | Hin     | Rück          |
| ------- | ----------------------------- | ---------------------- | -------------------------- | --------------- | ------- | ------------- |
| 2011/12 | UEFA Europa League            | 1. Qualifikationsrunde | Dinamo Tiflis              | 1:5             | 0:2 (A) | 1:3 (H)       |
| 2012/13 | UEFA Europa League            | 2. Qualifikationsrunde | FK Aqtöbe                  | 4:5             | 4:2 (H) | 0:3 (A)       |
| 2013/14 | UEFA Europa League            | 1. Qualifikationsrunde | F91 Düdelingen             | 1:0             | 1:0 (H) | 0:0 (A)       |
| 2013/14 | UEFA Europa League            | 2. Qualifikationsrunde | FK Schachzjor Salihorsk    | 2:2 (4:2 i. E.) | 1:1 (A) | 1:1 n. V. (H) |
| 2013/14 | UEFA Europa League            | 3. Qualifikationsrunde | AS Saint-Étienne           | 0:6             | 0:3 (A) | 0:3 (H)       |
| 2015/16 | UEFA Champions League         | 2. Qualifikationsrunde | Ludogorez Rasgrad          | 3:1             | 1:0 (A) | 2:1 (H)       |
| 2015/16 | UEFA Champions League         | 3. Qualifikationsrunde | KF Skënderbeu Korça        | 0:4             | 0:2 (H) | 0:2 (A)       |
| 2015/16 | UEFA Europa League            | Play-offs              | AS Saint-Étienne           | 1:2             | 1:1 (H) | 0:1 (A)       |
| 2017/18 | UEFA Europa League            | 1. Qualifikationsrunde | CS Fola Esch               | 2:3             | 1:2 (A) | 1:1 (H)       |
| 2018/19 | UEFA Europa League            | 1. Qualifikationsrunde | ŠK Slovan Bratislava       | 2:9             | 2:4 (H) | 0:5 (A)       |
| 2019/20 | UEFA Europa League            | 1. Qualifikationsrunde | FCSB Bukarest              | 1:4             | 0:2 (A) | 1:2 (H)       |
| 2021/22 | UEFA Europa Conference League | 1. Qualifikationsrunde | FK Sarajevo                | 1:0             | 0:0 (H) | 1:0 (A)       |
| 2021/22 | UEFA Europa Conference League | 2. Qualifikationsrunde | IF Elfsborg                | 0:9             | 0:4 (A) | 0:5 (H)       |
| 2022/23 | UEFA Europa Conference League | 1. Qualifikationsrunde | FK Panevėžys               | 2:0             | 0:0 (A) | 2:0 (H)       |
| 2022/23 | UEFA Europa Conference League | 2. Qualifikationsrunde | Kuopion PS                 | 3:6             | 2:2 (A) | 1:4 (H)       |
| 2023/24 | UEFA Europa Conference League | 1. Qualifikationsrunde | FK Panevėžys               | 2:3             | 2:2 (A) | 0:1 (H)       |
| 2024/25 | UEFA Conference League        | 1. Qualifikationsrunde | FK Tarpeda-BelAS Schodsina | 4:2             | 4:2 (A) | 0:0 (H)       |
| 2024/25 | UEFA Conference League        | 2. Qualifikationsrunde | FK Astana                  | 1:2             | 1:1 (H) | 0:1 (A)       |
| 2025/26 | UEFA Champions League         | 1. Qualifikationsrunde | Kuopion PS                 | 0:1             | 0:1 (A) | 0:0 (H)       |
| 2025/26 | UEFA Conference League        | 2. Qualifikationsrunde | FK Budućnost Podgorica     | 2:1             | 0:0 (A) | 2:1 (H)       |
| 2025/26 | UEFA Conference League        | 3. Qualifikationsrunde | AC Virtus                  | 3:5             | 3:2 (H) | 0:3 (A)       |

Gesamtbilanz: 42 Spiele, 9 Siege, 13 Unentschieden, 20 Niederlagen, 35:69 Tore (Tordifferenz −34)

## Bekannte Spieler
- Igor Banović (2015–2017)
- Ilja Konstantinowitsch Schiguljow (2016)
- Yero Bello (2016–2017)
- Amit Quluzadə (2020)

## Bekannte Trainer
- Rainer Zobel (2012)
- Georgi Alexandrowitsch Jarzew (2013–2014)